# Cristian (okręg Sybin)
Cristian – wieś w Rumunii, w okręgu Sybin, w gminie Cristian. W 2011 roku liczyła 3665 mieszkańców.